# یک اشتباه کوچولو
یک اشتباه کوچولو فیلمی به کارگردانی و نویسندگی محسن دامادی و تهیه‌کنندگی داوود موثقی ساخته سال ۱۳۸۷، که در مهر ماه سال ۱۳۸۸ پروانه نمایش گرفت و در شهریور ۱۳۸۹ همزمان با عید فطر بر روی پرده سینما رفت.

## خلاصه داستان
داستان از یک بنگاه همسریابی آغاز می‌شود و جا به جایی فرد خواستگار با فردی که برای بازکردن گاوصندوق اجیر شده ادامه میابد...

## بازیگران
| بازیگر             | نقش    |
| ------------------ | ------ |
| امین حیایی         | بهروز  |
| محمدرضا شریفی نیا  | منصور  |
| مریلا زارعی        | رعنا   |
| شیلا خداداد        | افسانه |
| نادر سلیمانی       | عمو    |
| مژگان بیات         | مژده   |
| مهدی صفایی         | سامان  |
| ابراهیم بحرالعلومی | وکیل   |
| مهدی احمدی         | اصغر   |
| روشنک عجمیان       | اقدس   |
| شاهین دلاوری       |        |